# Azara uruguayensis
Azara uruguayensis là một loài thực vật có hoa trong họ Liễu. Loài này được (Speg.) Sleumer mô tả khoa học đầu tiên năm 1950.